# مقاطعة ميسيسيبي (ميزوري)
مقاطعة ميسيسيبي (بالإنجليزية: Mississippi County)‏ هي إحدى المقاطعات في ولاية ميزوري في الولايات المتحدة الأمريكية.